# رافع ناوارو (بازیکن فوتبال، زاده ۱۹۹۴)
رافع ناوارو (انگلیسی: Rafa Navarro؛ زادهٔ ۲۴ فوریهٔ ۱۹۹۴) بازیکن فوتبال اهل اسپانیا است.
از باشگاه‌هایی که در آن بازی کرده‌است می‌توان به باشگاه فوتبال رئال بتیس اشاره کرد.